# Ruceaiivka (Malîșivka), Zaporijjea
Ruceaiivka (în ucraineană Ручаївка, în germană Schönhorst) este un sat în comuna Malîșivka din raionul Zaporijjea, regiunea Zaporijjea, Ucraina. Satul a fost locuit de germanii pontici.   

## Demografie
Componența lingvistică a localității Ruceaiivka
     Ucraineană (76,43%)
     Rusă (23,57%)
Conform recensământului din 2001, majoritatea populației localității Ruceaiivka era vorbitoare de ucraineană (76,43%), existând în minoritate și vorbitori de rusă (23,57%).